# Calverley
Calverley é um vilarejo localizado em West Yorkshire, Inglaterra, próximo de Leeds e Bradford. No Domesday Book de 1086, aparece como Caverleia e também Caverlei.